# Џингис-кан
Џингис-кан (монгол. Чингис хаан, рођен са именом Темуџин; 1162 — 18. август 1227) био је оснивач и први велики кан (хан) Монголског царства, које је постало друго највеће светско царство у историји након његове смрти. Џингис је дошао на власт тако што је ујединио многа номадска племена Североисточне Азије. Након што је основао царство и прогласио се за "Џингис-кана", покренуо је инвазију Монгола и освојили су већину Евроазије. Ратни походи започети током његовог живота укључују она против Кара-Китаја, Кавказа и Хорезмије, династије Западни Сја и династије Ђин. Ови ратни походи су често били праћени великим масакрима цивилног становништва − нарочито у областима које су контролисали Кваразмијан и Западна Сја. До краја његовог живота, Монголско царство је окупирало значајан део средње Азије и Кине.
Пре него што је Џингис-кан умро, одредио је Огатај-кана за свог наследника. Касније су његови унуци поделили царство на канате. Џингис-кан је умро 1227. године након што је победио Западну Сју. Сахрањен је у необележеном гробу негде у Монголији. Његови потомци су проширили Монголско царство кроз већину Евроазије тако што су освојили или стварали вазалне државе у савременој Кини, Кореји, Кавказу, Централној Азији и значајним деловима Источне Европе и Југоисточне Азије. Многе од ових инвазија поновиле су ранији масакр над великим делом људске популације. Као резултат, Џингис-кан и његово царство имају страховиту репутацију у локалној историји.
Поред својих војних достигнућа, Џингис-кан је такође подигао Монголско царство и на друге начине. Усвојио је Ујгур писмо као систем писања Монголског царства. Такође је практиковао меритократију и дозволио верску толеранцију у Монголском царству и ујединио је номадска племена североисточне Азије. Данашњи Монголи га сматрају за оснивача модерне Монголије.
Иако је познат по бруталности својих војних похода и такође га многи сматрају за геноцидног владара, Џингис-кан је заслужан за довођење Свиленог пута у једно кохезивно политичко окружење. Ово је довело до комуникације и трговине из Североисточне Азије у муслиманску Југозападну Азију и хришћанску Европу, чиме су се проширили хоризонти свих три културних подручја.

## Младост
Син поглавице малог монголског племена, Јесугаја, Темуџин је наследио титулу у 9. години након што су му припадници једног непријатељског племена отровали оца. Подаци о раном раздобљу Џингис Кановог живота потичу из „Тајне историје Монгола“, монголског епа написаног око 1250. По том извору, чланови племена Тајчута су изабрали новог поглавицу, а Темуџин и његова мајка Оелен-Еке су наставили живети унутар племенске заједнице, али на маргинама, једва преживљавајући скупљањем гомољика и чувањем стоке. По другим је легендама Темуџин пао у ропство суседног племена, но то је мање изгледно.

## Уједињење племена и стварање монголског народа
У својим двадесетим, Темуџин се наметнуо као вођа растућој групи монголских племена. Није ретка појава да се у раздобљу такозваног „степског феудализма“ појави харизматски вођа, уједини дотад разједињена етнички сродна ратничка племена и поведе их у освајачке ратове против суседних цивилизованих земаља као што је рецимо Атила. Оно што је разликовало Џингис кана од сличних претходника је упорност и систематичност, као и далекосежна визија о пространом номадском царству. Најдужи део своје ратничке каријере Темуџин није утрошио на „освајање света“, него му је преко 20 година у небројеним биткама, преговорима и лукавствима требало да покори саму Монголију. Током тог раздобља увео је децимални систем у војни састав (монголска дивизија, „туман“, имала је 10.000 људи, што је отприлике стандард за просечну дивизију модерних војски), именовао групу племена Монголима (дотад је владао хаос у племенским именима), преузео алфабет суседних Ујгура за писмо монголског језика, те донео законик о друштвеном саставу. Након што је покорио и ујединио Монголе, на великом сабору (Курилтај) одржаном 1206, скуп монголских војних, политичких и духовних поглавара прогласио је Темуџина за Џингис-кана, тј, „свеопштег владара“.
На пољу ратовања, Џингис-кан је организовао војску на следећим принципима:
- главнину војске је чинила монголска коњица у којој су доминирали стрелци луком;
- усвојене су и усавршене опсадне технике које је развио заједно с кинеским стручњацима и инжењерима;
- у војсци је владала строга дисциплина — за разлику од разуларенога понашања карактеристичног за већину армија тога доба;
- Монголи су имали ненадмашну и изванредно ефикасну обавештајну службу која им је омогућавала брзину маневра, као и примену психолошког ратовања преко ширења гласина. Укратко, Џингис-кан је око 1200. године основао војску по принципима који су доминирали тек у Другом светском рату и после њега.
- уведена је канова лична гарда од 10.000 војника (1.000 најбољих је чинило телесну стражу)
- уведени су специјални курири називани стреле. Њихов друштвени положај је био виши од кнежева и пуковника. Јахали су најбрже коње и уколико би им се коњ заморио могли су било коме узети најбржег коња и наставити пут.

Џингис-кан је војску поделио на:
- тумане — дивизија од 10.000 војника
- гуране — пуковнија од 1.000 војника
- чете — 100 војника

## Рат против Кине
У то доба Кина је била подељена у три државе: Западни Сја, Ђин и Сунг, као и изолована великим кинеским зидом од номадских племена на северу. Узроци за вишегодишњи рат, у којем је Џингис кан напао с преко 60.000 коњаника прво Западни Сја, а потом и Ђин, а што је кулминирало разарањем Пекинга 1215. — нису познати.
Често су навођене следеће теорије: монголска је политика по својој нарави била експанзионистичка и милитаристичка, а дошло је и до пренасељености Монголије па номади нису могли осигурати снабдевање за живот јер су били на примитивном ступњу друштвенога развитка. Те тврдње су вероватно истините, но до монголске агресије је дошло услед више чинилаца, а главни је био расточеност и хаос који су владали међу завађеним кинеским државама, а тај је момент искористио Џингис кан за осигурање против потенцијалних кинеских интервенција — које су биле непрестане у претходним декадама и вековима и стално су „висиле у ваздуху“.
Номади са севера (Хуни, Монголи, Тибећани) су у веку пре Џингис-канове инвазије стално угрожавали богату и развијену кинеску цивилизацију. Сукоби који су су постојали уз сталну свест о претњи „онога другога“. Са једне стране номадског севера темељеног на сточарству, пљачки и ратовању а са друге стране градске цивилизације која је асимилирале многе верске, технолошке и уметничке тековине. Џингис кан је напао Кину јер је добро знао да ће било које од кинеских царстава напасти Монголе, чим буде могло.
Џингис-кан је кренуо у рат с око 150.000 војника против 2 милиона непријатељских војника (то је најнижа процена, остале говоре о 3-5 милиона, и становништву од преко 80 милиона). Рат који је Џингис-кан повео против кинеских империја, а који је окончао његов унук Кублај-кан 1279. освајањем целе Кине, има све ознаке геноцида. Довољно је напоменути да је Кина 1200, уочи монголске инвазије, имала око 100 милиона становника, а 1300, када се већ унеколико демографски почела опорављати — 60 милиона. У осталом погледу, рат против кинеских држава је био плодотворан. Џингис-кан је преузео и усавршио кинеску војну технологију и тактику опсаде градове и упослио мноштво кинеских инжењера и стручњака. Такође узео је за саветника Манџурца Јелиу-Чутсаја, који је мудрим саветима спречио даље ширење бруталности и деловао у смеру очувања и заштите кинескога народа и цивилизације уопште.

## Рат против предње Азије
Након кинеског похода, Џингис-кан је освојио државу Кара-Китај, која је лежала западно од Монголије, и тако дошао у додир с моћним исламским царством Хорезмије (или Хорезма) које је покривало, отприлике, подручје садашњих Ирана, Ирака, бившег совјетскога Туркистана, Авганистана и делове околних земаља, углавном на подручју Кавказа. Монголи су успоставили успешне трговачке везе с Хорезмом, и, по свим подацима, Џингис-кан није планирао сукоб с том државом. Но, будући да је хорезмијски шах, откривши у једном трговачком каравану монголске шпијуне, реаговао насилно и неке од њих смакнуо, а друге понизио (у складу с ондашњим табуима-обријавши им браду, што је била смртна увреда за правоверне муслимане — а Џингис-кан је, дипломатски, за сарадњу с муслиманским царством користио углавном муслиманске трговце) — рат је, по кодексима онога времена, био неизбежан.
Разјарени Џингис-кан је скупио и устројио војску од око 130.000 војника (у то доба цели монголски народ није бројао више од 600.000 људи) која је уз крајње напоре прешла врхунце Памира, и, подељена у неколико подељених војних група, у неколико битака потукла шахову војску — чији број се процењује од 500.000 до 2 милиона. Сам је шах, бежећи пред монголским потерама, умакао и умро у беди на једном острвцету у Каспијском мору. Велики су се градови (Бухара, Мерв, Нишапур и др.) предали, па иако је било насиља над становништвом (највише у Бухари), до великих масакара није дошло — неко време.
Монголи су, завладавши Хорезмијом, поставили марионетске управнике и нису се пуно мешали у живот становништва. Након легендарног и застрашујућег говора у џамији у Бухари (у коју је ујахао на коњу и с говорнице себе прогласио бичем Божјим), Џингис-кан се утаборио на подручју садашњег Ирана, послао свога војсковођу Субутаја у експедицију преко Кавказа (у том су изузетном подухвату потучени Руси и њихови савезници Кумани), а у освојеној је земљи увео верску толеранцију, што је у пракси значило толерисање маздаиста и несторијанских хришћана. Но, то је био, уз монголске привредне намете, фитиљ који је упалио општемуслиманску побуну против монголске власти и од њих фаворизованих верских мањина. Становништво великих градова је поубијало или истерало монголске, или од њих постављене турске посаде. Уследио је крвави рат између монголске војске која је бројала око 100.000 људи и вишемилионског становништва Хорезмије.
Током опсада великих градова попут Мерва, Самарканда или Херата, велики број градског становништва је страдао (по бројкама из дела иранског историчара Рашида ел Дина Хамаданија (1247—1318), који је био министар на двору Џингисканових потомака — у Мерву преко 700.000 људи, а у Херату преко милион и по). У Нишапуру је побијено преко милион људи, као и све живо, укључујући и животиње. Најчешће цитиране процене говоре о најмање 7 милиона страдалих, док су друге бројке двоструко, па и троструко веће.
Након крвавог гушења побуне, Џингис-кан је, занесен фантазијама о бесмртности, послао по таоистичког мудраца, кинескога алхемичара Чанг-Чуна. Алхемичар му је мирно саопштио да је бесмртност, како ју он жели постићи, преко еликсира, неостварива, но да то и није прави смисао живљења, те га упутио у начела Таоизма. Принципи „Тао те чинга“ оставили су дубок утисак на Џингис-кана, који је веома добро уочио да је у коренима Таоизма и његово властито шаманско веровање. Упркос свим освајачевим удварањима и тетошењима, кинески мудрац се желео вратити у домовину, што му је и удовољено, али уз Џингис-канов поклон који се састојао од голема ковчега испуњеног драгуљима и златом.

## Рат против Тангута и смрт
Године 1225. Џингис-кан се вратио у Монголију. У својим шездесетим, предузео је мере за несметан пренос власти после смрти, што је уродило плодом, јер је монголско царство његових непосредних наследника било у снажној експанзији још скоро цео век. Последња година његовог живота обележена је опет ратовањем. Тангути, народ који је владао вазалским царством Хси Хсиа, побунио се и није хтео даље плаћати данак. Дошло је до монголске опсаде током које је Џингис-кан умро. Наводи се више узрока: пад с коња, маларија, тангутска клетва, као и исцрпљеност и остарелост. Тангути су након Џингис-канове смрти истребљени, а освајач је покопан на непознатом месту. Будући да је посмртна поворка убијала уз пут све живо, од људи до стоке и птица, и већина људства поворке да би се спречило оскврнуће Џингис-кановог гроба, за последње се почивалиште највећег владара Евроазије, упркос бројним истраживачким експедицијама задњих година, не зна. У доба Џингис-канове смрти, његово царство се простирало од Жутог мора до Каспијског језера.

## Баштина и оцена
Улога Џингис-кана у светској историји је различито просуђивана. Сигурно је био организациони и војни геније, а последице које је Џингис-каново деловање оставило су огромне. У доба Кублај-кана, Џингисовог унука, монголско царство је покривало преко 35 милиона km² (за упоређење, царство Александра Великог је било четири пута мање) са знатно више од 100 милиона становника, што је у то доба било око 50% светске популације. То је и у распаднутом облику битно одређивало судбину три цивилизације: кинеску, руску и исламску још два века после смрти Џинис кана. Узмемо ли у обзир да је Тамерлан (Тимур) директни потомак Џингис-кана, а Могули, владари Индије, потомци Тамерлана, тада баштина средњоазијскога освајача сеже и у 19. век. Већина историчара се слаже у следећих неколико тачака:
- Џингисканово освајање је битно утицало на облик будуће руске цивилизације и потоње културе, јер су руски цареви своје каријере започели као монголски вазали. Систем оријенталног деспотизма је утиснут у руско народно биће у вековима проведеним у „татарском јарму“;
- Европа је кренула путем бујнога развитка и експанзије услед више разлога, а један од њих је засигурно било слабљење исламскога притиска због монголскога разарања предње Азије;
- парадоксално, Џингис каново освојење садашњих подручја Ирана, Туркестана и дела Ирака (што су наставили његови унуци) довело је до коначне туркизације већег дела средње Азије јер су Монголи, узроковали сеобу туркофоних народа који су чинили добар део монголских јединица;
- демоцид на великом подручју од Ирана до Монголије је битно одредио однос снага у будућности, некад густо насељени Авганистан и околне земље су биле скоро без популације;
- монголска власт је довела до еманципације и афирмације иранског духа у исламској цивилизацији, који је постао доминантан укључивши у своју сферу утицаја целу Индију;
- магнетска сила великих религијских цивилизација, нарочито исламске и будистичке, расточила је монголски састав шаманских веровања и праксе, па су се Монголи изгубили у исламској и православно-хришћанској цивилизацији, док су у самој Монголији примили ламаистички будизам који их веже с Тибетанцима.

Међу крајње ироније историје спада чињеница да је монголски народ, чији су преци пролили више крви него у оба светска рата заједно, прихвативши ламаистички будизам постао једним од најмирољубивијих народа на планети, и то народом који у свом народном веровању поштује Џингис кана као Бодисатву, или божанско утеловљење самилости и саучешћа.
Када је Џингис-кан преминуо, наследио га је његов син Огатај-кан.